# Ranunculus parviflorus
Ranunculus parviflorus L. – gatunek rośliny z rodziny jaskrowatych (Ranunculaceae Juss.). Występuje naturalnie w Afryce Północnej oraz Europie Zachodniej i Południowej. Ponadto został naturalizowany w innych częściach świata w klimacie umiarkowanym ciepłym. 

## Rozmieszczenie geograficzne
Rośnie naturalnie w Afryce Północnej oraz Europie Zachodniej i Południowej. Występuje w Maroku, Tunezji, północnej części Algierii, w Portugalii (łącznie z Maderą), Hiszpanii (wliczając Wyspy Kanaryjskie i Baleary), Francji, Irlandii, Wielkiej Brytanii, Austrii, Włoszech, Słowenii, Chorwacji, Bośni i Hercegowinie, Czarnogórze, Serbii oraz w południowo-zachodniej części Rumunii. Ponadto został naturalizowany w innych częściach świata w klimacie umiarkowanym ciepłym – w Stanach Zjednoczonych (w Kalifornii, Oregonie, stanie Waszyngton oraz na obszarze od stanu Kansas i Luizjany aż po Maryland i Florydę, w środkowej części Chile, w północnej Argentynie, w południowej Brazylii, w Australii (w południowo-wschodniej części Australii Południowej, południowej części Nowej południowej Walii, w Wiktorii oraz na Tasmanii) oraz w Nowej Zelandii. 
We Francji został zaobserwowany w departamentach Ain, Charente-Maritime, Cher, Górna Korsyka, Côtes-d’Armor, Finistère, Ille-et-Vilaine, Indre, Indre i Loara, Loir-et-Cher, Loara Atlantycka, Loiret, Maine i Loara, Manche, Mayenne, Morbihan, Nièvre, Pireneje Wschodnie, Sarthe, Górna Sabaudia, Sekwana i Marna, Yvelines, Wandea, Yonne, Essonne, Hauts-de-Seine, Dolina Marny, Yvelines oraz w Paryżu. W Szwajcarii jest bardzo rzadko spotykany. Występuje tylko w pobliżu jezior Genewskiego i Bodeńskiego. We Włoszech został zarejestrowany w regionach Liguria, Piemont, Lombardia, Trydent-Górna Adyga, Friuli-Wenecja Julijska, Wenecja Euganejska, Emilia-Romania, Toskania, Marche, Umbria, Lacjum, Molise, Kampania, Apulia, Sycylia oraz Sardynia. 

## Morfologia
PokrójBylina dorastająca do 10–40 cm wysokości. Łodyga jest rozgałęziona, pokryta miękkimi i długimi włoskami o żółtawej barwie.
LiścieSą trójdzielne. W zarysie mają kształt od nerkowatego do półokrągłego. Mierzą 1,5–3 cm długości oraz 1–2,5 cm szerokości. Nasada liścia ma sercowaty kształt. Brzegi są ząbkowane. Ogonek liściowy jest nagi i ma 1,5–9 cm długości.
KwiatySą pojedyncze. Pojawiają się na szczytach pędów. Dorastają do 6–8 mm. Mają 5 eliptycznych działek kielicha, które dorastają do 1–2 mm długości. Mają 5 lub mniej trójkątnych i żółtych płatków o długości 1–2 mm. Są często wygięte w dół.
OwoceNagie niełupki o długości 1–2 mm, z owłosionymi dziobami. Tworzą owoc zbiorowy – wieloniełupkę o kulistym kształcie i dorastającą do 3–5 mm długości.

## Biologia i ekologia
Rośnie na nieużytkach, suchych stokach, na piaszczystym podłożu, w pełnym nasłonecznieniu, często w pobliżu wybrzeża. Występuje na terenach nizinnych na wysokości do 400 m n.p.m. Kwitnie od marca do lipca. Jest rośliną trującą. 

## Ochrona
We Francji znajduje się pod ochroną na poziomie regionalnym – w regionie Île-de-France. 